# Elterleinplatz

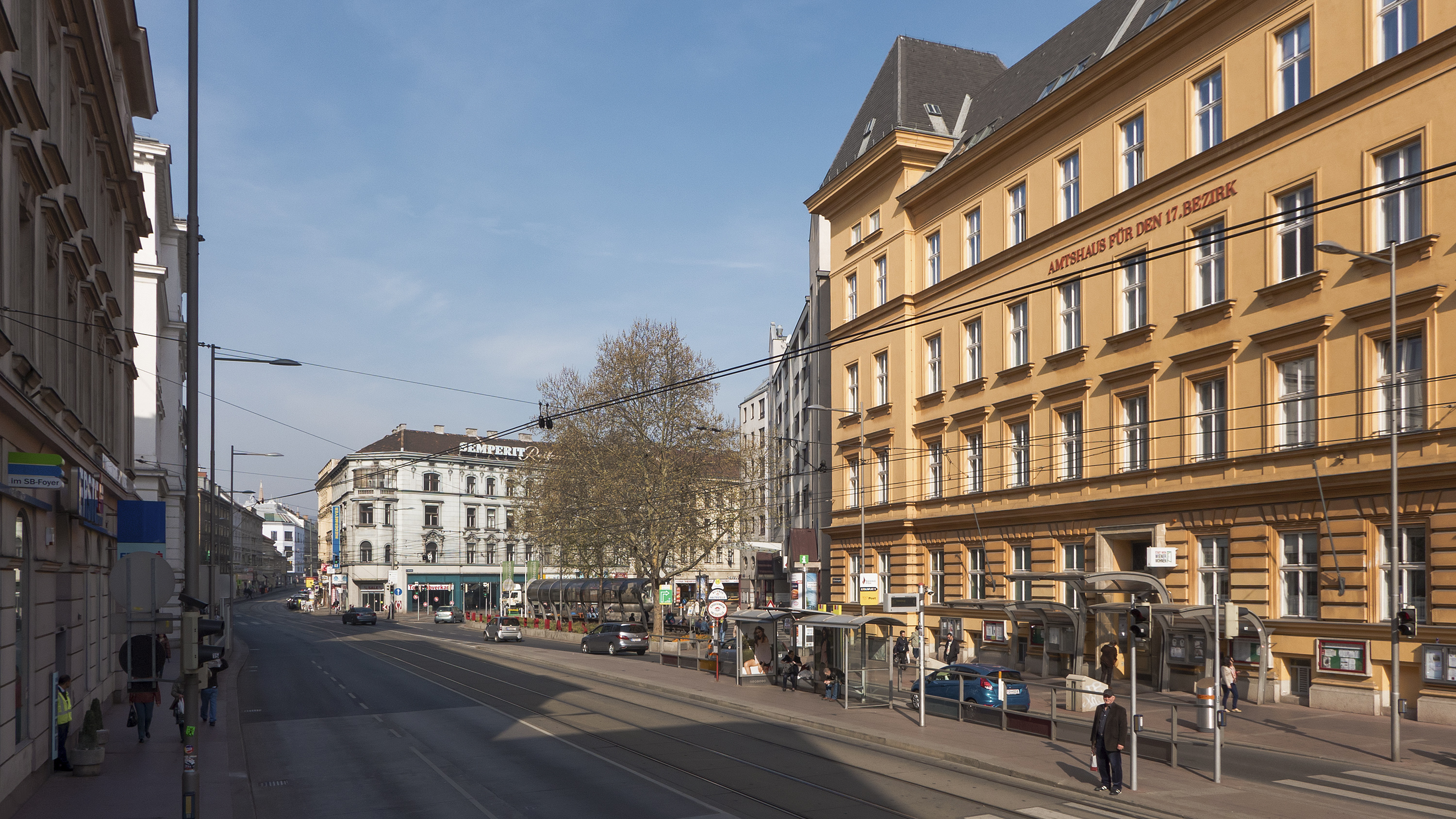
Der Elterleinplatz Richtung Westen

Der Elterleinplatz ist ein Platz im zentrumsnahen Teil des 17. Wiener Gemeindebezirks Hernals. Er ist seit dem Beschluss der Gemeinde Hernals vom 26. Juni 1882 nach Johann Georg Elterlein (1805–1882) benannt, einem Gastwirt, der die Unterhaltungsstätten Casino Unger und das Elterleins Casino besaß. An der Stelle des ehemaligen „Elterleins Casinos“ etwa 700 m östlich des Elterleinplatzes befindet sich heute die U-Bahn-Station (früher Stadtbahnstation) Alser Straße der Linie U6. Weiters war Elterlein Bürgermeister von Hernals (1869–1881) in der Zeit vor der Eingemeindung des damaligen Vororts nach Wien 1892.

## Bauwerke
Früher befand sich im Bereich des Elterleinplatzes das Schloss Hernals, das zur Zeit der Reformation eine Hochburg des Protestantismus war und deshalb für die mehrheitlich protestantischen Bürger des katholisch regierten Wiens eine bedeutsame Rolle spielte. Heute ist der Elterleinplatz vor allem für das Amtshaus für den 17. Bezirk (1882/83, Kriegsschäden) und das anschließende ebenerdige Einkaufszentrum bekannt, in dessen Gebäude sich neben Wohnungen auch eine städtische Bibliothek und eine Volkshochschule befinden. Im geschützten Platzensemble befinden sich weiters ein vom Baumeister Ferdinand Fellner dem Älteren entworfener Schulbau (1860/1900) und das Bezirksmuseum Hernals im monumentalen Gebäude (1911–13) der einstigen Hernalser Spar-Cassa. Die barocke/neubarocke Kalvarienbergkirche und das städtische Jörgerbad befinden sich im unmittelbaren Umfeld des Platzes.

## Verkehr
Als Knotenpunkt der Straßenbahnlinie 9 in Nord-Süd- und der Linie 43 in Ost-West-Richtung hat der Elterleinplatz eine gewisse Bedeutung. Ob des beträchtlichen motorisierten Individualverkehrsaufkommens entlang der Hernalser Hauptstraße, Teil einer Ausfallstraße, die über den Wienerwald in Richtung Tulln führt, ist der Elterleinplatz, eine Einbuchtung der Hernalser Hauptstraße, vom Durchzugsverkehr geprägt.

### U-Bahn-Station
Im Zuge des zweiten Teils des Ausbauprojekts Linienkreuz U2/U5 soll unter dem Elterleinplatz eine U-Bahn-Station der geplanten U5 entstehen, die Hernals mit der Innenstadt (Rathaus, Museumsquartier, Mariahilfer Straße, Karlsplatz) verbindet. Die Eröffnung der Station Elterleinplatz ist für 2027 vorgesehen.
Richtung Stadtzentrum wird die U-Bahn-Station Michelbeuern Nachbarstation der U-Bahn-Station Elterleinplatz sein. Stadtauswärts ist ihre Nachbarstation die U-Bahn-Station Hernals, die sich mit der S45 kreuzt.

## Heutige Situation
Der Platz gilt durch die starke Verkehrsbelastung als eher unattraktiv. Projekte der letzten Jahre haben zwar zu einer optischen und funktionellen Attraktivierung des Platzes geführt, konnten aber an diesem strukturellen Problem nur bedingt etwas ändern. Zum Verweilen wird der Elterleinplatz, hier vorrangig der platzartig ausgestaltete und vom Verkehr sprichwörtlich abgeschirmte Bereich um den Alszauberbrunnen (1932/82), tendenziell von sozial schwächeren Gruppen und Schülern genutzt.

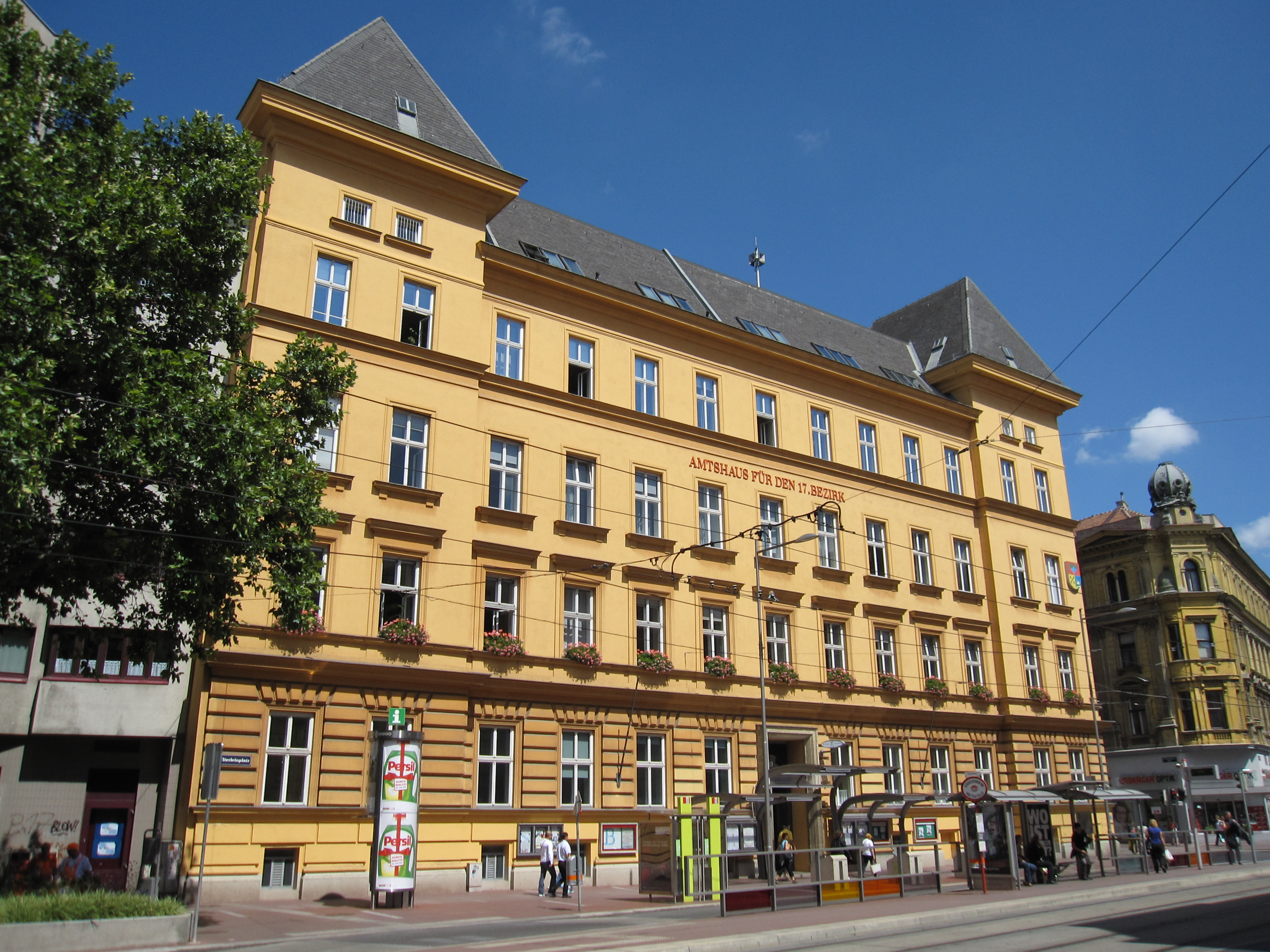
Bezirksamt Hernals, das ehemalige Rathaus der Gemeinde
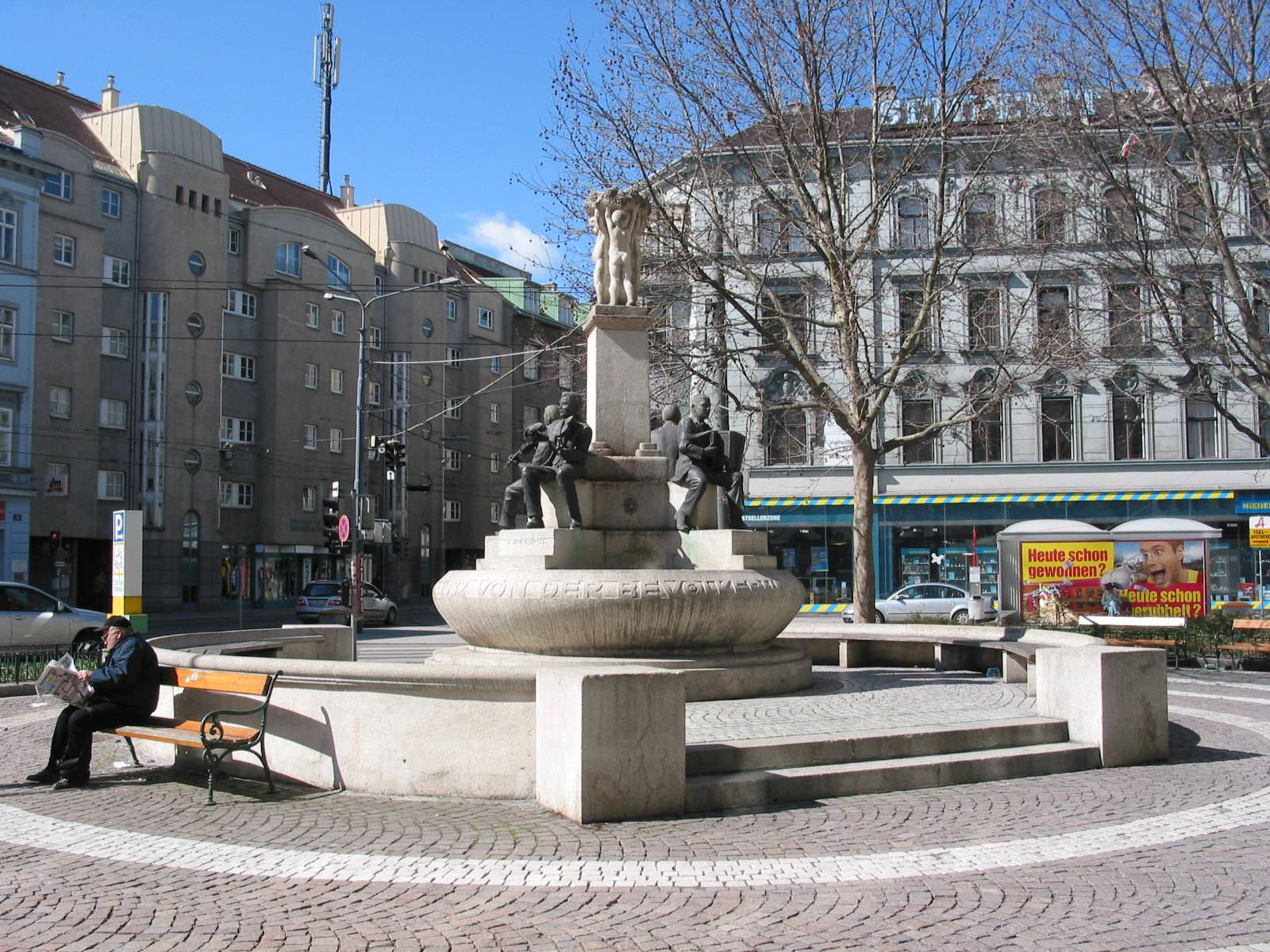
Der Alszauberbrunnen am Elterleinplatz
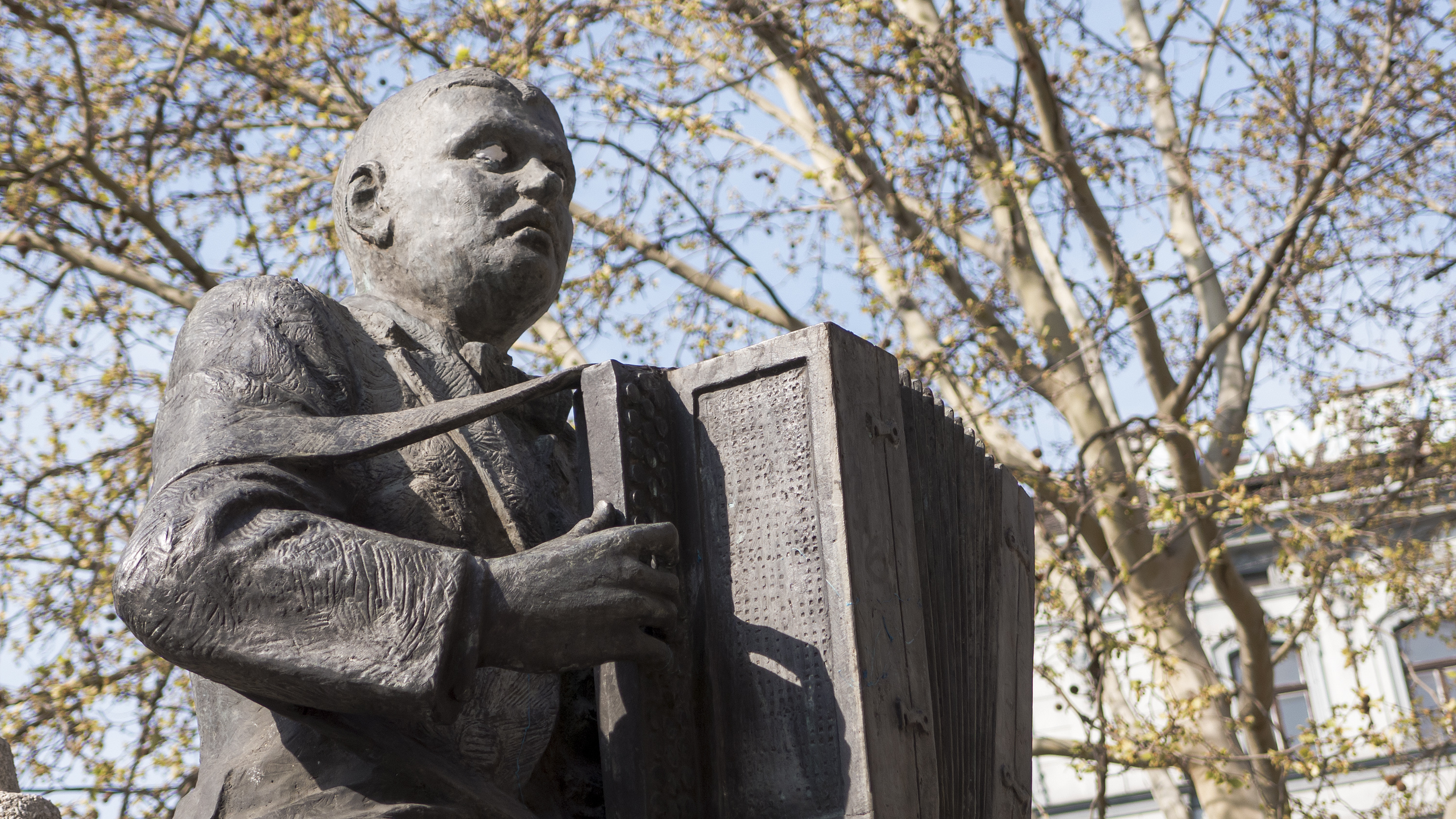
Alszauberbrunnen, Detail
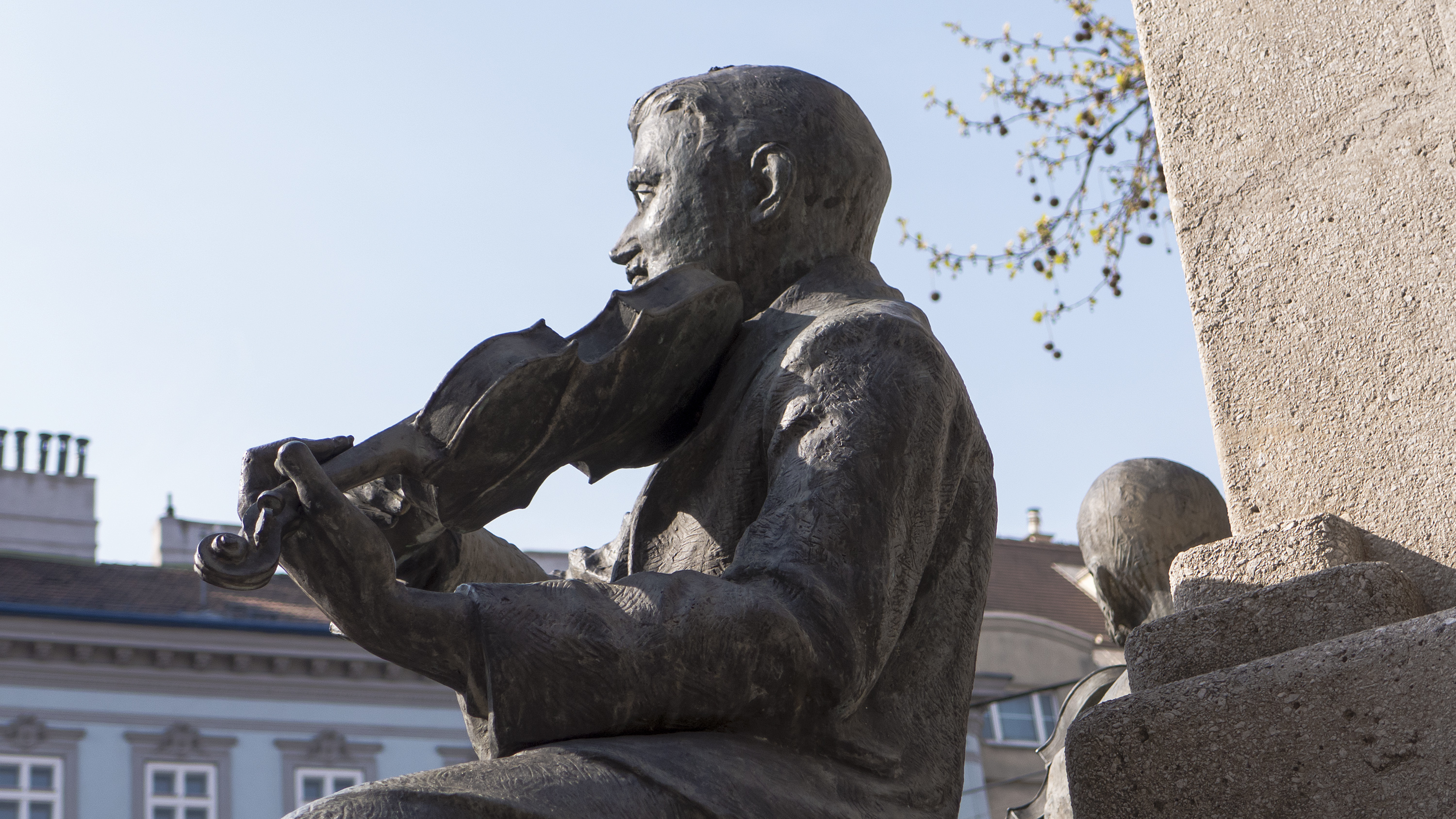
Alszauberbrunnen, Detail
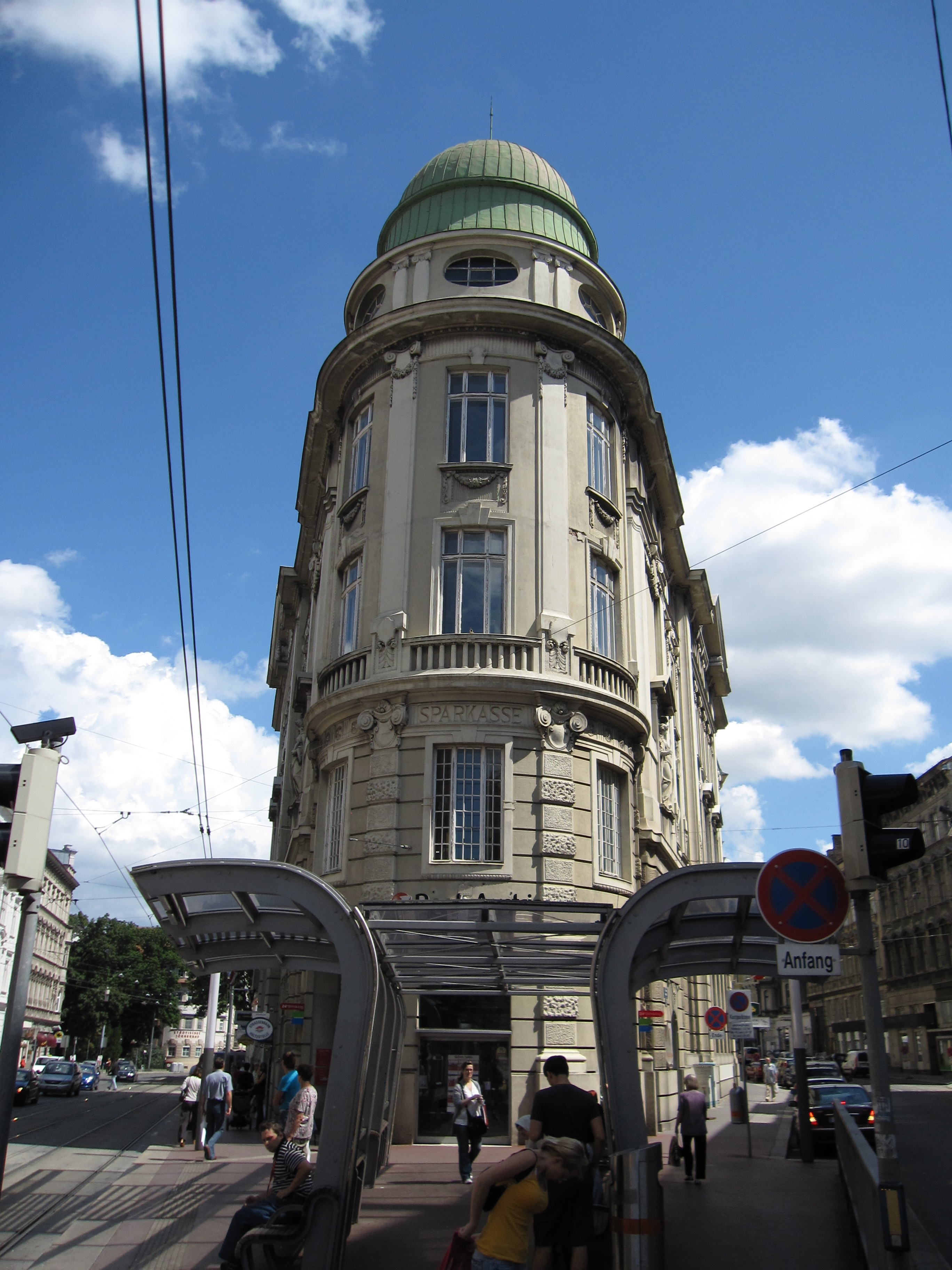
Bankgebäude (1911–13) mit Bezirksmuseum